# Удовиченко Дмитро
Удовиченко Дмитро (1 червня 1999 , Харків ) — український скрипаль, лауреат міжнародних конкурсів.

## Життєпис
Народився у Харкові. На скрипці почав грати у віці 5 років. Закінчив Харківську спеціалізовану музичну школу-інтернат та Університет мистецтв Фолькванг. Підвищував свою професійну майстерність у Академії Кронберга. Брав участь у багатьох міжнародних скрипкових конкурсах, де здобув ряд престижних нагород.

## Відзнаки
Здобув нагороди на міжнародних конкурсах:
- Перша премія на Міжнародному конкурсі молодих виконавців «Мистецтво 21-го століття» (Київ — Ворзель, квітень 2009 р.).
- Друга премія на 8-му Міжнародному конкурсі скрипалів ім. М.Ерденко (2010).
- Перша премія на 10-му Міжнародному конкурсі «Акорди Хортиці» (2010).
- Гран-Прі на 18-му Міжнародному музичному фестивалі «В гостях у Айвазовського» (2011).
- Гран-Прі на 3-му Конкурсі скрипалів та віолончелістів ім. Леоніда Когана (2016).
- Друга премія та Премія EMCY на 5-му Міжнародному конкурсі скрипалів ім. Яші Хейфеца (2017).
- Перша премія на конкурсі скрипалів Андреа Постакіні[en] (2018).
- 2-га премія і приз глядачів на Міжнародному конкурсі скрипалів ім. Йозефа Йоахіма в Ганновері (Німеччина, 2018).
- 3-тя премія на конкурсі ім. Сібеліуса (Гельсінкі, 2022)[2]. Перша премія на Singapure violin competition (Singapure, 2022) Перша премія на Concours musical international de Montréal (Canada, Montreal 2023) Violon 2023 - Éditions passées - Archives - Concours musical international de Montréal
- Перша премію королеви Матильди на міжнародному музичному конкурсі імені королеви Єлизавети в Брюсселі[3].

У 2024 здобув перемогу на конкурсі у конкурсі імені королеви Єлизавети у Бельгії. Значний резонанс викликала відмова скрипаля потиснути руку на церемонії нагородження члену журі росіянину Вадіму Рєпіну.